# Sun Koh
Sun Koh - Der Erbe von Atlantis [Sun Koh - El heredero de Atlantis] es una serie de novelas por entregas de fantasía que fue escrita en 150 episodios por Paul Alfred Müller bajo el seudónimo de Lok Myler entre 1933 y 1936 para la editorial Bergmann-Verlag en Leipzig. 
La serie alcanzó tres ediciones en 1945, con importantes cambios de texto desde la segunda edición, así como una edición en forma de libro. Después de la guerra, se publicaron tres ediciones más en Alemania, Austria y Suiza. Una edición revisada de la serie se publicó entre 1958 y 1961 en 37 volúmenes de libros, para préstamo comercial, por la editorial Hermann Borgsmüller. Esta edición sirvió de base para la edición de bolsillo de la serie publicada entre 1978 y 1980, bajo el seudónimo de Freder van Holk por la editorial Pabel-Verlag. Todas las ediciones de la posguerra se acortaron para eliminar expresiones racistas, antisemitas o en general nacionalistas alemanas. 
En 2005, SSI-Verlag, con sede en Zúrich, inició una edición de la obra que contiene la versión original de las novelas y en la que se documentan los cambios en las ediciones posteriores. Hasta el momento (a enero de 2015) solo se ha publicado el primer volumen de esta edición de la obra, que contiene las cinco primeras entregas. En 2013, la editorial Dieter von Reeken inició otra nueva edición. La serie completa fue reeditada en nueve volúmenes, cada uno con 15 a 17 números individuales, imágenes y extensos apéndices; el último volumen se publicó a principios de 2015. La base es la primera edición por entregas, en el que los pasajes racistas no se han eliminado, aunque de forma crítica, y la ortografía se ha adaptado a las reglas actuales. 

## Trama
En la primera entrega, un hombre, vestido solo en pijama, aterriza con un paracaídas en Londres. Es Sun Koh, el Príncipe de la Atlántida, de piel bronceada. Es el último superviviente de su continente perdido y tiene una gran responsabilidad: según las antiguas tradiciones, la Atlántida emergerá del océano nuevamente. Lo único que recuerda es el hotel Excelsior de Londres, a donde se dirige. Allí conoce a dos personas que a partir de ahora lo acompañarán fielmente en sus muchas aventuras, el a menudo descarado botones Hal Mervin y el invicto boxeador de peso pesado Jack Holligan, un hombre de la tribu yoruba, que de ahora en adelante preferirá ser llamado Nimba. También conoce a su archienemigo, el mexicano Juan García, de cuyas manos Sun Koh primero tiene que liberar a su amor secreto, Joan Martini. Lady Houston, a quien despreció, es repetidamente responsable de incidentes desagradables y más de una vez tiene que salvar a Joan Martini nuevamente. 
Sun Koh se entera de que García es el responsable de la muerte de sus padres y que tiene un hermano gemelo en la llamada ciudad del sol de los mayas, en la península de Yucatán, el excéntrico pero bueno Manuel García. Allí encontró una gran reserva de valiosos restos mayas, a los que gradualmente le otorga acceso a Sun Koh. Sun Koh ahora es financieramente independiente y puede reunir a científicos de todo el mundo que puedan apoyarlo con sus inventos cuando Atlantis emerja nuevamente. Durante sus muchas aventuras, Sun Koh encuentra pistas y edificios misteriosos que sugieren que algunos de los atlantes sobrevivieron al hundimiento y se asentaron en otros continentes. Y cuando, al final, Atlantis vuelve a salir del agua, Juan García está listo de nuevo para arrebatar su legado a Sun Koh. Pero con la ayuda de sus amigos, Sun Koh consigue derrotar a García y junto a Joan Martini es el primero en poner un pie en el continente renacido. 

## Las 150 entregas originales
1933
- 1 Ein Mann fällt vom Himmel
- 2 Ein Fetzen Pergament
- 3 Sensation um Strohhalme
- 4 Die mordende Quelle
- 5 Schach dem Tode
- 6 Der Schatz der Mayas
- 7 Das zersprengte Dreieck
- 8 Die Menschenfalle
- 9 Das hypnotische Unterseeboot
- 10 Das Gas des Wahnsinns
- 11 Der Friedhof des Atlantik
- 12 Der eisige Blitz
- 13 Schüsse über Arizona
- 14 Der Cañon des Todes
- 15 Die schwebende Burg
- 16 Geschoß auf Abwegen
- 17 Der Tau der Hölle
- 18 Wirbel um Diamanten
- 19 Der flüsternde Knoten
- 20 Der Schleier des Kondors
- 21 Der Geist der Inka
- 22 Das verschlossene Reich
- 23 Das entfesselte Hormon (2ª ed.: Der entfesselte Blutstoff)
- 24 R 2 sinkt
- 25 Die schwimmende Goldfabrik
- 26 Die Schatten von Lissabon
- 27 Die sprechende Schleuse
- 28 Brennende Luft
- 29 Die lebende Rakete (2ª ed.: In den Katakomben von Malta)
- 30 Die rote Stadt
- 31 Der lachende Teufel des Wassers
- 32 Der lächelnde Tod
- 33 Eine Spritze Tollwut
- 34 Die Schlangenfalle
- 35 Die Gefangenen der Pharaonen
- 36 Die künstliche Seele (2ª ed.: Juan Garcia entflieht)

1934
- 37 Der mordende Schall
- 38 Irrlichter über Saigon
- 39 Der Tiger von Angkor
- 40 Die Krone der Khmer
- 41 Die gestreifte Nase (2ª ed.: Die Spur des Chinesen)
- 42 Dynamit unter Hongkong
- 43 Das verrückte Schiff
- 44 Götter der Einsamkeit (2ª ed.: Menschen der Einsamkeit)
- 45 Die Faust der Erde
- 46 Piraten an Bord
- 47 Die Rache der Verschmähten (2ª ed.: Die Verschwundene)
- 48 Die weiße Hölle
- 49 Alaska-Jim
- 50 LFD-103 überfährt alle Signale
- 51 Die flüssige Pest
- 52 Die Toten von San Miguel
- 53 Der weiße Sultan
- 54 Der Atlas brennt
- 55 Fesseln der Tuareg
- 56 Flucht durch die Wüste
- 57 Vorpostengefecht
- 58 Die witternde Meute
- 59 Die Unsichtbaren
- 60 Der Damm der Verzweiflung
- 61 Der fressende Kreis
- 62 Das funkelnde Grab
- 63 Flucht ins Gefängnis
- 64 Die Brüder der sinkenden Sonne
- 65 Die Gefangenen Buddhas
- 66 Die Rache Tibets
- 67 Jimmy Beckett wird ernst
- 68 Die zerfetzte Brücke
- 69 Die fliegenden Geister
- 70 Die Spur Nippons
- 71 Kampf im Dreieck
- 72 Der rächende Sturz
- 73 Das blinde Genie
- 74 Attentat auf den Südpol
- 75 Die Meuterer
- 76 Die goldene Insel
- 77 Das Tal der Sklaven
- 78 Sydney, Blaue Berge und zurück
- 79 Mensch verloren
- 80 Die mechanische Hypnose
- 81 Weiße Neger
- 82 Der Kaiser von Afrika
- 83 Der verschwundene Tiefseekreuzer
- 84 Der Atlantikpirat
- 85 Der ehrliche Finder
- 86 Der verzauberte Wald
- 87 Der fremde Hut
- 88 Chicago auf Abstecher

1935
- 89 Rakete am Start
- 90 Fahrt durch das Weltall
- 91 Der Diamantenfluß
- 92 Mord am Tibagy
- 93 Gericht der Garimpeiros
- 94 Der verbrecherische Automat
- 95 Trommeln am Amazonenstrom
- 96 Die fiebernde Hölle
- 97 Weiße Indianer
- 98 Gesetz über Leben und Tod
- 99 Die Schlinge
- 100 Der entführte Gefangene
- 101 Diplomaten und Verbrecher
- 102 Jack Dudle hat Erfolg
- 103 Die schwarze Schnur
- 104 Das zerbrechende Haus
- 105 Minen unter Ophir
- 106 Flucht aus dem Sklavental
- 107 Das schwere Wasser
- 108 Die verlorene Karawane
- 109 Die klopfenden Geister
- 110 Die brennenden Tempel
- 111 Explosion an Bagger sieben
- 112 Volk unter Tag
- 113 Der Gefühlssender
- 114 Notboje auf dem Ozean
- 115 Pyramide unter Wasser
- 116 Harry Shurman funkt
- 117 4000 Meter unter dem Meer
- 118 Der Feigling
- 119 Die Felsbogen Ranch
- 120 Indianer am Wege
- 121 Der steinerne Wald
- 122 Der Schatz aus dem Weltenraum
- 123 Die Stadt der Blinden
- 124 Dr. Crage spielt aus
- 125 Und Zipp atmet
- 126 Kampf ums Tal
- 127 Männer unter Masken
- 128 Die Räuber vom Pfirsichblütenberg
- 129 Die Nacht der Befreiung
- 130 Die goldene Kassette
- 131 Die Insel des Unheils
- 132 Diamanten oder Dynamit
- 133 Männer unter dem Eis
- 134 Die Stunde der Kameradschaft
- 135 Mammutjäger
- 136 Alles Böse trägt seinen Stachel in sich
- 137 Mordpalaver
- 138 Das rotgefederte Ei
- 139 Nimbas Tod
- 140 Der große Unbekannte

1936
- 141 Zwischenfall
- 142 Tarnung
- 143 Der Falsche
- 144 Robert Dunn verkauft
- 145 Der Schatten des Größeren
- 146 Hammer oder Amboß
- 147 Die Masken fallen
- 148 Das letzte Zeichen
- 149 Vulkane im Atlantik
- 150 Atlantis